# Svensk Försäkring i samverkan
Svensk Försäkring i samverkan är en samarbetsorganisation inom svensk försäkringsverksamhet. I samarbetet deltar Svensk Försäkring, Trafikförsäkringsföreningen och Försäkringsbranschens Arbetsgivareorganisation, med dotterbolag. De ingående organisationerna delar lokaler på Karlavägen i Stockholm. 